# Bulbophyllum albociliatum
Bulbophyllum albociliatum là một loài phong lan thuộc chi Bulbophyllum.